# Thapkol park
A Thapkol park (hangul: 탑골 공원, Thapkol kongvon) Szöul Csongno-ku kerületében található park, melyet 1897-ben hoztak létre a Vongak templom helyén. A park az 1919-es koreai függetlenségi mozgalom fontos helyszíne volt, emiatt 1991-ben bekerült a kulturális örökségvédelmi programba és 354. „történelmi helyszín” lett a program listáján.

## Története
A park helyén csoszon-kori buddhista templom állt (Vongaksza). 1897-ben a király angol tanácsadójának, John McLeavy Brownnak a javaslatára parkká alakították a templom helyét, létrehozva Szöul első modern parkját. 1919-ben innen indult el a japán elnyomás elleni függetlenségi mozgalom. Az itt található pavilonban olvasták fel a Japántól való elszakadást kijelentő függetlenségi nyilatkozatot. A mozgalom emlékére a parkban domborműveket állítottak és minden március elsején megemlékezéseket tartanak.
Itt található a Vongak templom egyetlen megmaradt pagodája, mely Dél-Korea 2. számú nemzeti kincse. 